# 황쥐

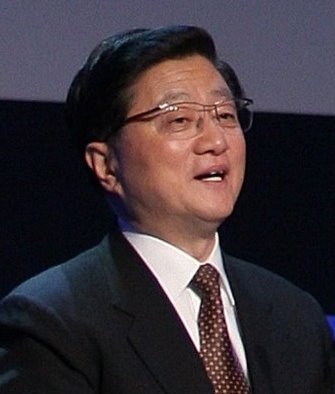
다보스 포럼에서 연설하고 있는 황쥐

황쥐(황국. 黄菊, 1938년 9월 ~ 2007년 6월 2일)는 중화인민공화국의 정치가이다. 1938년 9월 저장성에서 태어났으며, 중화인민공화국 국무원 부총리를 역임중 2007년 6월 2일에 사망했다.